# Los Alfaques
Los Alfaques din Catalonia, Spania a devenit cunoscut în 1978 pe 11 iulie in urma unui incendiu provocat de un accident de circulație în care a fost implicat o mașină cisternă cu gaz, pe șoseaua națională N-340 în apropiere de campingul „ Los Alfaques” de pe Costa Daurada lângă comuna Alcanar la 2 km de orașul  Sant Carles de la Ràpita, provincia Tarragona. Ca urmare a catastrofei au murit 217 oameni și au fost răniți mai mult de 300 de persoane.